# The Voice (amerikai televíziós sorozat)
A The Voice amerikai énekes tehetségkutató-showműsor, amelyet az NBC sugároz. A premier a tavaszi televíziós szezonban volt, 2011. április 26-án. Az eredeti The Voice of Holland alapján készült és 23 évadot sugároztak belőle eddig. Az énekeseknek legalább tizenhárom évesnek kell lenniük a versenyen.
A nyertest a nézők telefonos, internetes vagy SMS szavazatai határozzák meg. A nyeremény 100 000 amerikai dollár és egy lemezszerződés a Universal Music Grouppal . A huszonhárom évad nyertesei: Javier Colon, Jermaine Paul, Cassadee Pope, Danielle Bradbery, Tessanne Chin, Josh Kaufman, Craig Wayne Boyd, Sawyer Fredericks, Jordan Smith, Alisan Porter, Sundance Head, Chlo Chris Blue Kohanski, Brynn Cartelli, Chevel Shepherd, Maelyn Jarmon, Jake Hoot, Todd Tilghman, Carter Rubin, Cam Anthony, Girl Named Tom, Bryce Leatherwood és Gina Miles . Azok a nevezetes versenyzők, akik nem nyertek, de később sikereket értek el a Billboard listán, többek között Morgan Wallen, Melanie Martinez, Libianca, Christina Grimmie, Loren Allred, Nicolle Galyon, Koryn Hawthorne és Fousheé .

## Koncepció
A holland The Voice of Holland című műsor adaptációjaként az NBC 2010 decemberében The Voice of America címen jelentette be a műsort; a nevét hamarosan The Voice- ra rövidítették, mivel a korábbi nevet egy népszerű amerikai hír- és rádióadóval társították. Nevezetesen, a sorozat amerikai verzió az egyetlen a franchise-ban, amelyen nem szerepel az ország neve. A győztes minden évadban 100 000 dollárt és egy lemezszerződést kap a Universal Republic Records kiadóval (1. és 2. évad) vagy később a Universal Music Grouppal (3. évadtól napjainkig).

## A műsor folyamata
Minden szezon a „vak meghallgatásokkal” kezdődik, ahol a coachok énekesekből álló csapatot alkotnak, akiket a szezon hátralévő részében mentorálnak. A énekesek száma szezononként változik, 8 és 16 énekes között. A produkció előadása során az coachok székei a nézők felé néznek, de ha valamelyiküknek megtetszik az adott énekes, megnyomja a gombot és megfordul. A továbbjutáshoz egy coch is elég. Az előadás végén a versenyző vagy ahhoz a coach-hoz kerül, aki megfordult, vagy ha többen fordulnak meg a versenyző választja ki hogy kihez szeretne kerülni. A 14. szezonban bevezették a "Block"-ot, amely lehetővé teszi, hogy az egyik coach megakadályozza a másik coachot abban, hogy a versenyző őt válassza.
A „csatakörben” minden coach két énekest párosít, hogy együtt teljesítsenek, majd kiválasztja azt az egyet, aki jobb volt. Minden coachot különböző híresség-tanácsadók segítik szezononként. A harmadik évadban bevezették a "lopásokat", lehetővé téve minden coachnak, hogy megmentsen egy olyan énekest, akiket a másik kiejtett a párbaj során. A 14. évadtól kezdve a „mentések” is hozzáadásra kerültek, ami lehetővé teszi az coach számára, hogy megakadályozza, hogy valaki, aki a csapatából elvesztette a párbajt, hazamenjen.

## Coachok és műsorvezetők

### Coachok
CeeLo Green (Gnarls Barkley) és Adam Levine ( Maroon 5) lettek az első bejelentett coachok 2011 februárjában, őket Christina Aguilera és Blake Shelton követték márciusban. Aguilera és Green nem tért vissza a negyedik évadra, helyettük Shakira és Usher érkezett. Aguilera és Green ezután visszatért az ötödik évadban, míg Shakira és Usher a hatodik évadra. 2014 februárjában Ellen DeGeneresnek adott interjújában Green elárulta, hogy nem tér vissza a The Voice- hoz. 2014. március 31-én bejelentették, hogy Pharrell Williams lesz Green helyettese. 2014. április 19-én bejelentették, hogy a No Doubt játékosa , Gwen Stefani váltja Aguilerát a hetedik évadban terhessége miatt. 2014. május 20-án Shakira és Usher megerősítették, hogy a hatodik évad után inkább a zenéjükre fognak koncentrálni. 2016. március 25-én Miley Cyrus megerősítette, hogy a tizedik évadban betöltött kulcsfontosságú tanácsadói szerepét követően edzőként ismét csatlakozik a sorozathoz a tizenegyedik szezonban. Ugyanezen a napon Alicia Keys is bejelentette, hogy a tizenegyedik szezonban coachként csatlakozik a sorozathoz. 2016. október 18-án bejelentették, hogy Stefani a sorozat tizenkettedik szezonban ismét csatlakozik az coachok-hoz Keys, Levine és Shelton visszatérő; azt is megerősítették, hogy Cyrus a tizenharmadik évadra visszatér.
2017. április 27-én a TV Insider által közzétett interjúban Keys megerősítette, hogy a tizenkettedik évad lesz az utolsó számára. Azt mondta: "Ki tudja, mit hoz a jövő, de tudom, hogy ez az utolsó szezonom."  2017. május 10-én az NBC bejelentette, hogy Jennifer Hudson csatlakozik az coachok sorához a sorozat tizenharmadik évadában Cyrus, Levine és Shelton mellett. 2017. május 11-én bejelentették, hogy Kelly Clarkson coach lesz a 2018-as tizennegyedik évadban  2017. október 18-án az NBC bejelentette, hogy Alicia Keys a 14. évadban visszatér a sorozathoz. 2018. május 10-én bejelentették, hogy Hudson visszatér a sorozat tizenötödik évadjára, miután egy évados szünettel csatlakozott Clarksonhoz, Levine-hez és Sheltonhoz. Kelsea Ballerini is csatlakozott a tizenötödik évadhoz, mint ötödik edző a verseny Comeback Stage szakaszában. 2018. szeptember 13-án John Legendet bejelentették a sorozat tizenhatodik évadában coachként, a visszatérő coachok-kal, Clarksonnal, Levine-nel és Sheltonnal együtt.
2019. február 25-én bejelentették, hogy Bebe Rexha lesz a 16. szezon Comeback Stage ötödik coach-ja. 2019 májusában bejelentették, hogy ugyanabból a tizenhatodik évadból mind a négy edző visszatér a sorozat tizenhetedik szezonjára. Még abban a hónapban bejelentették, hogy Levine kiszáll a sorozatból; Stefani bejelentette, hogy utódjaként visszatér az edzőkhöz. 2019 októberében bejelentették, hogy Nick Jonas edzőként csatlakozik a sorozathoz a tizennyolcadik évadban, Shelton, Clarkson és Legend mellett. 2020 júniusában bejelentették, hogy Stefani a tizenkilencedik szezonban visszatér az edzők mellé Jonas helyére, Shelton, Clarkson és Legend mellé. Ugyanezen év novemberében bejelentették, Stefani a huszadik szezon előtt ismét távozik az edzőktől, és egy visszatérő Jonas veszi át a helyét. 2021 márciusában bejelentették, hogy Ariana Grande váltja Jonast a huszonegyedik szezonban a visszatérő edzők, Clarkson, Legend és Shelton mellett. 2022 májusában bejelentették, hogy Stefani a huszonkettedik szezonban visszatér az edzők mellé. Később megerősítették, hogy Clarkson szintén nem tér vissza a sorozatba 2022-ben, míg Camila Cabello új edzőként kerül be. 2022. október 11-én megerősítették, hogy Shelton és Clarkson visszatér a 23. szezonra, valamint az új edzők , Chance the Rapper és Niall Horan . Azt is bejelentették, hogy Shelton a 23. évad után távozik a műsorból  2023. május 12-én az NBC bejelentette, hogy a sorozat ugyanannak az évnek őszén visszatér a 24. évadra. Másnap bejelentették, hogy Reba McEntire csatlakozik a testülethez Horan, Legend és Stefani melleé. 2023. június 21-én az NBC bejelentette, hogy a sorozat visszatér a 25. évadra, amely 2024 tavaszán jelenik meg. A műsor történetében először kerül bemutatásra egy dupla szék. Másnap bejelentették, hogy Dan + Shay csatlakozik a testülethez az amerikai verzió első duóedzőjeként, a visszatérő edzőkkel Legend, Chance the Rapper és McEntire.

## Fordítás
Ez a szócikk részben vagy egészben  a   The Voice (American TV series) című angol Wikipédia-szócikk ezen változatának fordításán alapul.  Az eredeti cikk szerkesztőit annak laptörténete sorolja fel. Ez a jelzés csupán a megfogalmazás eredetét és a szerzői jogokat jelzi, nem szolgál a cikkben szereplő információk forrásmegjelöléseként.